# 平潮花地玛圣母堂
平潮花地玛圣母堂（Fatima Bình Triệu）是一座罗马天主教教堂，属于天主教胡志明市总教区，位于守德市合平正坊（Phường Hiệp Bình Chánh）, 靠近平潮桥（cầu Bình Triệu）。这是一处圣母玛利亚的朝圣地。

## 历史
1962年5月，即天主教的圣母月，花地瑪聖母像从葡萄牙去了世界上的许多国家。雕像经过越南游行之际，游行组织委员会负责人保禄神父（Phaolô Võ Văn Bộ）在13号公路和平潮站附近购买了一块12.5亩的土地，用于建造花地玛圣母朝圣中心。 1966年8月15日,Phaolô Nguyễn Văn Bình总主教为花地瑪聖母雕像加冕，并主持了第一场弥撒。同年12月8日，开工建造教堂，名为“基督教堂”（Nhà thờ Chúa Kitô）。钟楼高30米。建造了其他辅助工程。每年，来自各地的教友来此朝圣，特别是在5月13日和10月13日。直到1977年，它才正式成为堂区。 